# Engyum transversum
Engyum transversum là một loài bọ cánh cứng trong họ Cerambycidae.